# Vajkay utca
Vajkay utca est une rue de Budapest, située dans le quartier de Lipótváros (5e arrondissement) en Hongrie.